# Chiesa di Sant'Erasmo (Porto Ercole)
La chiesa di Sant'Erasmo è uno dei luoghi di culto cattolici più antichi di Porto Ercole.

## Storia e caratteristiche
La chiesetta si trova quasi in cima al promontorio del borgo antico di Porto Ercole (Monte Argentario), posto più a sud del paese sopra il molo di Santa Barbara, laddove svetta sia il faro che la Rocca aldobrandesca.

La primitiva struttura risalirebbe addirittura al IV secolo e venne dedicata a Sant'Erasmo da Formia (protettore dei naviganti e patrono di Porto Ercole), nel punto dove è ubicato il coro. A questo, si aggiunse un piccolo oratorio del VII secolo. Essa si trovava all'interno delle mura senesi, per distinguerla da un'altra Sant'Erasmo, eretta fuori le mura. Per molti secoli infatti, fu la parrocchia del paese e fu rimaneggiata e ristrutturata quasi totalmente nel XVII secolo nella facciata. Realizzata in stile toscano barocco molto semplice, con un portale sormontato da un frontone triangolare e un piccolo rosone che si apre al centro. Il preesistente campanile, in stile spagnolo a vela (XIV secolo), fu colpito da un fulmine nel 1905 danneggiandosi gravemente (ne restano alcuni ruderi sul tetto della sagrestia). Nel 1915, fu eretto quello attuale.

### Interni
La chiesa è divisa in due navate, una principale e una laterale minore rivolta verso il mare. Il soffitto della navata principale è sorretto da capriate originali del XVII secolo. A destra, vi è la cappella del battistero, con un bellissimo fonte battesimale in marmi policromi. Seguono la cappella una serie di nicchie, un tempo recanti statue di santi poi custodite in sagrestia. In fondo alla chiesa vi è il presbiterio, rialzato di alcuni gradini, dove si trova l'altare maggiore in marmo policromo, di stile rinascimentale, con ai suoi piedi si lapidi marmoree intarsiate o graffite, che coprono le tombe dei nobili e dei governatori di Porto Ercole. Alle spalle dell'altare si apre il coro, a cui si accede mediante due porticine laterali. Il coro è decorato da una serie di scranni seicenteschi, più una volta a crociera affrescata con i quattro evangelisti, Sant'Erasmo di Formia e San Rocco. La navata destra è costituita da una serie di cappelle coperte da volte a crociera, e termina nell'entrata posteriore della chiesa. La prima cappella è sempre dedicata al santo, riccamente affrescata e recante uno splendido altare dipinto con il busto in cartapesta del patrono. Seguono poi altre cappelle, fino a giungere alla grande e luminosa sagrestia, con la porta ricavata in un altare. All'intero sono custoditi gli ultimi tesori e le opere che sono rimasti alla chiesa. La cappella della sagrestia, situata ai lati del presbiterio, è separata da esso da ciò che resta dell'antica balaustra.
La navata laterale sinistra è invece sorretta da un tunnel, lungo una trentina di metri.

La chiesa perse d'importanza a circa metà del XX secolo, quando fu costruita la parrocchiale di San Paolo della Croce nel borgo moderno, sebbene questa antica chiesa venga aperta per alcune messe e per commemorazioni.

## Morte di Caravaggio
Dietro la chiesetta, percorrendo una sconnessa gradinata aperta in salita sulla destra, uscendo dall'abitato in direzione del promontorio con il faro a sud della Rocca aldobrandesca, si trovano ormai pochissimi ruderi di quella che fu la Confraternita di Santa Croce (XV secolo), ove era ubicato un piccolo sanatorio dedicato a Santa Maria Ausiliatrice. Secondo l'ipotesi ufficiale, fu qui ricoverato, già in fin di vita, il noto pittore Michelangelo Merisi, detto Caravaggio, il 18 luglio 1610, trovato già moribondo dagli allora portoercolesi sulla spiaggia della Feniglia; sempre secondo l'ipotesi ufficiale, il cadavere fu quindi seppellito al vecchio cimitero di San Sebastiano, laddove sorge un piccolo mausoleo a lui dedicato, ovvero all'inizio di Via Nuova, nel borgo attuale. Al suo interno, cinque delle nove presunte ossa del pittore rinvenute.